# جان-بابتيست بيثيون
جان-بابتيست بيثيون هو مهندس معماري وسياسي بلجيكي، ولد في 25 أبريل 1821 في كورتريك في بلجيكا، وتوفي في 18 يونيو 1894 في Marke, Belgium ‏ في بلجيكا.